# 曼瑟尔·奥尔森
小曼瑟尔·勞埃德·奥尔森（英語：Mancur Lloyd Olson, Jr，1932年1月22日—1998年2月19日），美国经济学家和社会学家，对制度经济学的诸多方面（私有财产、税收、公共財、集体行動、合同权利等）也有很大贡献。他在马里兰大学教書直到病逝。

## 生平
奧爾森畢業於北達科塔州立大學，拿羅德獎學金就讀牛津大學大學學院，1963年在哈佛大學獲得經濟學博士學位。
他的第一份工作是普林斯頓大學的助理教授。 此後，他在美國聯邦政府擔任衛生，教育和福利副助理部長達兩年。他於1969年離開聯邦政府，並加入了馬里蘭大學學院市分校經濟系，直到他去世。
为了表彰奥尔森在经济和政治科学方面的诸多贡献，美国政治科学联合会設立奥尔森奖，专门用于表彰最佳政治经济学博士学术论文。马里兰大学經濟系為了紀念他，設立了曼瑟尔·奥尔森講座教授。

## 思想簡介
奥尔森主要关注参与利益集团的成员，其背后具有怎麼樣的逻辑在支撑。在他那个时代，处于统治地位的政治理论认为组织是最初始的状态。有些人甚至鼓吹人的本性就是要集群；另外一些人则把组织形成描述为基于血缘关系的现代化进程。奥尔森则提出了一个非常激进的理论，關於有组织的集體行动背后有其内在的逻辑关系。在他的第一本书《联合行动背后的逻辑：公共物品和群体理论》中提出这样的理论，“只有存在著独立的和個別性的誘因，才能激励一个理性的个人在一个潜在群體中采取有组织方式的行动。」也就是说，只有當一個大型組織中的成員個體，基於能從中獲益的動機而行动，這些成員才有可能依組織的共同利益，讓这个组织长久持续下去。他特別區分大型群體和小型群體，其中小型群體能單純就追求一個共同目標而行動，但大型群體若無法以個別利益激勵成員，則無法有效追求共同的目標。
1982年，奥尔森试图采用联合行动来表述《国家的兴衰：经济增长、滞胀和社会僵化》的原因。其主要思想是在一个国家的时间长河里，小的分散的联合会会慢慢组建。像棉农组织、钢铁工人组织、工会等会有相当动机去组建自己的政治游说团去影响政策，使它偏向自己的利益。通常这些政策是贸易保护主义和反科技进步的，进而影响经济的进一步发展。但是这些政策的受益者是那些支持这些政策的利益联合体，然而其成本却是需要整个社会分担的。“分利”这个词指出，这些政策通常很少会遇到公共的抵制。因此随着时间的流逝，这些分散的联合会会有越来越多的人的加入，整个国家的负担也越来越重，经济也随之开始下行。
在他的最后一本书中《权力与繁荣》中，奥尔森区分了不同类型政府中所产生的经济效应，特别是对无政府、独裁政府，以及民主政府做了详细分析。奥尔森认为在混乱的无政府状态（流寇当道），流寇只会有偷盗抢劫的动机。然而独裁政府（从流寇转变落地为王，或者称之为坐寇）会有一定程度的鼓励经济发展的愿望，因为他认为他的权力能够持续相当一段时间，从而能从经济发展过程中分享一杯羹。因而坐寇会产生一定的政府行为——保护他的臣民和财产，避免流寇的抢劫。奥尔森在流寇往坐寇、军阀发展过程中，看到文明的种子和通向民主的道路，从而产生向民主政府转变的动机（和广大的人民愿望相结合）。

## 主要著作

### 英文
- The Logic of Collective Action: Public Goods and the Theory of Groups, Harvard University Press, 1st ed. 1965, 2nd ed. 1971
- The Rise and Decline of Nations: Economic Growth, Stagflation, and Social Rigidities, Yale University Press, 1982
- "The Economics of Autocracy and Majority Rule: The Invisible Hand and the Use of Force," (with Martin C. McGuire) in The Journal of Economic Literature (March 1996).
- Power and Prosperity: Outgrowing Communist and Capitalist Dictatorships, Oxford University Press, 2000

### 中譯本
- 曼瑟爾·奧爾森. . 陳郁譯. 上海人民出版社. 2014年10月: 225頁. ISBN 9787208019713 （中文（中国大陆））.
- 曼瑟·奥尔森. . 苏长和、嵇飞译. 上海人民出版社. 2014年7月. ISBN 9787208121263.
- 曼瑟·奥尔森. . 李增刚譯. 上海人民出版社. 2007年3月. ISBN 9787208067547.